# 二人 (aikoの曲)
「二人」（ふたり）は、aikoのメジャー通算23作目のシングルで、ポニーキャニオンから2008年3月12日に発売された。

## 解説
- 本作品は2008年3月5日に発売予定だったが、制作の都合上、同年3月12日に発売日が変更された。
- 初回限定盤のみカラートレイ仕様。
- 「二人」は、ホーユー「ビューティラボ/ホイップヘアカラー」CMソングとして、発売から約6年経った2014年にタイアップされた。[1]
- 「ひまわりになったら」は、インディーズ時代に発表したシングル「ハチミツ」のカップリング曲を再録したものである。
- 「寒いね…」は、ピアノ伴奏のみの曲。

## 収録曲
1. 二人
曲中に出てくる「後ろに立ってる『観覧車』」はかつて大阪府吹田市にあったエキスポランドの観覧車である[2]。(現在はエキスポランドの閉園に伴って解体され、跡地の複合施設EXPOCITYに新たな観覧車REDHORSE OSAKA WHEELが営業している。)
2. ひまわりになったら
3. 寒いね…
4. 二人（instrumental）

- 全曲作詞・作曲：AIKO、編曲：島田昌典